# Norrsjön (Långaryds socken, Småland)
Norrsjön är en sjö i Hylte kommun i Småland och ingår i Nissans huvudavrinningsområde. Sjön har en area på 0,0855 kvadratkilometer och ligger 156,3 meter över havet. Sjön avvattnas av vattendraget Träppjaån.

## Delavrinningsområde
Norrsjön ingår i det delavrinningsområde (632768-135488) som SMHI kallar för Utloppet av 632765-135480. Medelhöjden är 170 meter över havet och ytan är 26,48 kvadratkilometer. Det finns inga avrinningsområden uppströms utan avrinningsområdet är högsta punkten. Träppjaån som avvattnar avrinningsområdet har biflödesordning 2, vilket innebär att vattnet flödar genom totalt 2 vattendrag innan det når havet efter 71 kilometer. Avrinningsområdet består mestadels av skog (76 procent). Avrinningsområdet har 1,58 kvadratkilometer vattenytor vilket ger det en sjöprocent på 5,9 procent.